# Paul Kuiper
Paul Kuiper (Cessnock, 8 febbraio 1963) è un ex cestista australiano.

## Carriera
Con l'Australia ha disputato i Campionati mondiali del 1986.